# Bzury (województwo warmińsko-mazurskie)
Bzury (niem. Bzurren, 1938–1945 Surren) – wieś w Polsce położona w województwie warmińsko-mazurskim, w powiecie ełckim, w gminie Prostki.
W latach 1975–1998 miejscowość administracyjnie należała do województwa suwalskiego.